# ولادیمیر بورلیوک
ولادیمیر بورلیوک (اوکراینی: Володимир Давидович Бурлюк؛ ۲۷ مارس ۱۸۸۶ – 1917) نقاش، و تصویرگر اهل امپراتوری روسیه بود.